# Ichneumon insinuator
Ichneumon insinuator är en stekelart som beskrevs av Rossi 1792. Ichneumon insinuator ingår i släktet Ichneumon och familjen brokparasitsteklar. Inga underarter finns listade i Catalogue of Life.